# Lorca Atlético CF
A Lorca Atlético CF, teljes nevén Lorca Atlético Club de Fútbol spanyol labdarúgóklubot 2010-ben alapították, 2011-12-ben a harmadosztályban szerepelt.

## Története
A klubot 2010-ben alapították a Lorca Deportiva CF utódjaként. Első szezonját a harmadosztályban kezdte.

## Statisztika
| Szezon  | Osztály | Poz. | Copa del Rey |
| ------- | ------- | ---- | ------------ |
| 2010/11 | 2ªB     | —    |              |